# Eiji Tsuburaya
Eiji Tsuburaya  (円谷 英二?, Tsuburaya Eiji), nato Eiichi Tsumuraya (円谷 英一?, Tsumuraya Eiichi), (Sukagawa, 7 luglio 1901 – Tokyo, 25 gennaio 1970) è stato un direttore della fotografia e produttore televisivo giapponese, oltre che regista e creatore di effetti speciali.

## Biografia
Ha debuttato come creatore di effetti speciali nel 1937 con il film Mitsucho la figlia del samurai, e fino al 1969 ha curato novantatré pellicole, fra cui la popolare serie di film giapponesi Godzilla. Dal 1939 fino al 1961 ha lavorato per il "Dipartimento delle arti speciali" della Toho, specializzato in effetti visuali. Ha diretto, inoltre, due pellicole, Sekido Koete nel 1936 e Major Nango nel 1938.
Nel 1963 Tsuburaya ha fondato il proprio laboratorio di effetti speciali e nello stesso anno ha fondato la casa di produzione Tsuburaya Productions. Nel 1966 la società di produzione ha trasmesso la sua prima serie tokusatsu, Ultra Q. Lo studio è conosciuto soprattutto per la serie Ultraman, prodotta a giugno di quello stesso anno.
È morto nel 1970 per un infarto, all'età di 68 anni.

## Filmografia
- Godzilla (Gojira), regia di Ishirō Honda (1954)
- Il re dei mostri, regia di Motoyoshi Oda (1955)
- Jūjin yuki Otoko, regia di Ishirō Honda, Kenneth G. Crane (1955)
- Rodan, il mostro alato, regia di Ishirō Honda (1956)
- I misteriani, regia di Ishirō Honda (1957)
- Uomini H (Bijo to ekitai ningen), regia di Ishirō Honda (1958)
- Daikaijū Baran, regia di Ishirō Honda (1958)
- Inferno nella stratosfera, regia di Ishirō Honda (1959)
- Una nube di terrore (Gasu ningen dai 1 gô), regia di Ishirō Honda (1960)
- Mothra, regia di Ishirō Honda (1961)
- Gorath, regia di Ishirō Honda (1962)
- Il trionfo di King Kong (Kingu Kongu tai Gojira), regia di Ishirō Honda (1962)
- Matango il mostro, regia di Ishirō Honda (1963)
- Atragon, regia di Ishirō Honda (1963)
- Watang! Nel favoloso impero dei mostri (Mosura tai Gojira), regia di Ishirō Honda (1964)
- Dogora - Il mostro della grande palude, regia di Ishirō Honda (1964)
- Ghidorah! Il mostro a tre teste (San daikaijū chikyū saidai no kessen), regia di Ishirō Honda (1964)
- Frankenstein alla conquista della Terra, regia di Ishirō Honda (1965)
- L'invasione degli astromostri - anno 2000 (Kaijū Daisenso), regia di Ishirō Honda (1965)
- Katango, regia di Ishirō Honda (1966)
- Il ritorno di Godzilla, regia di Jun Fukuda (1966)
- King Kong - Il gigante della foresta, regia di Ishirō Honda (1967)
- Il figlio di Godzilla, regia di Jun Fukuda (1967)
- Chōhen kaijū eiga Ultraman (長篇怪獣映画ウルトラマン , Chōhen Kaijū Eiga Urutoraman) (1967) - coregia insieme a Hajime Tsuburaya
- Gli eredi di King Kong (Kaijū sōshingeki), regia di Ishirō Honda (1968)
- Latitudine zero (Kaijū sōshingeki), regia di Ishirō Honda (1968)
- Gojira Minira Gabara - All kaijū dai shingeki, regia di Ishirō Honda [inedito in italia] (1969)
- Atom, il mostro della galassia, regia di Ishirō Honda (1970)